# Lessertia (animal)
Lessertia es un género de arañas araneomorfas de la familia Linyphiidae. Se encuentra en la zona holártica.

## Lista de especies
Según The World Spider Catalog 12.0:
- Lessertia barbara (Simon, 1884)
- Lessertia dentichelis (Simon, 1884)